# Suisse au Concours Eurovision de la chanson 1973
La Suisse a participé au Concours Eurovision de la chanson 1973 le 7 avril à Luxembourg. C'est la 18e participation suisse au Concours Eurovision de la chanson.
Le pays est représenté par le chanteur Patrick Juvet et la chanson Je vais me marier, Marie, sélectionnés par la SRG SSR au moyen d'une finale nationale.

## Sélection

### Concours Eurovision 1973
La Société suisse de radiodiffusion et télévision (SRG SSR), organise la sélection suisse Ein Lied für Luxemburg ("Une chanson pour Luxembourg"),, pour sélectionner l'artiste et la chanson représentant la Suisse au Concours Eurovision de la chanson 1973.

#### Finale
La finale suisse a lieu le 9 février 1973 aux studios de la Télévision suisse alémanique à Zurich.  Les résultats sont annoncés une semaine plus tard à Berne.
Dix chansons participent à la finale suisse. Les différentes chansons sont interprétées en allemand, en français et en italien, langues officielles de la Suisse.
À cette finale nationale participent plusieurs artistes qui ont représenté la Suisse à une autre édition de l'Eurovision : Henri Dès (1970) et Peter, Sue & Marc (1971, 1976, 1979, 1981).
| # | Artiste           | Chanson                             | Langue   | Traduction                         | Points | Place |
| - | ----------------- | ----------------------------------- | -------- | ---------------------------------- | ------ | ----- |
| 1 | Mady Rudaz        | Le vent qui soufflait ce matin      | Français | –                                  | 23     | 8     |
| 2 | Michel Bühler     | L'amour s'en vient, l'amour s'en va | Français | –                                  | 13     | 5     |
| 3 | Henri Dès         | Quand on revient d'ailleurs         | Français | –                                  | 11     | =3    |
| 4 | Patrick Juvet     | Je vais me marier, Marie            | Français | -                                  | 5      | 1     |
| 5 | Britt Tobler      | Lass der Jugend ihre Liebe          | Allemand | Laisse les jeunes vivre leur amour | 10     | 2     |
| 6 | Peter, Sue & Marc | Es kommt ein Tag                    | Allemand | Un jour viendra                    | 11     | =3    |
| 7 | Claude Prélo      | Si tu t'en vas                      | Français | -                                  | 20     | 7     |
| 8 | Gil & Leonia      | Brakata-Tunga                       | Italien  | -                                  | 15     | 6     |
| 9 | Yor Milano (it)   | Il vecchio orologio                 | Italien  | La vieille horloge                 | 25     | 9     |

Ce sont les rangs de chaque chanson qui sont utilisés pour calculer le résultat, donc la chanson avec le moindre total des points gagne.
Lors de cette sélection, c'est la chanson Je vais me marier, Marie, interprétée par Patrick Juvet, qui fut choisie,.
Le chef d'orchestre sélectionné pour la Suisse à l'Eurovision 1973 est Hervé Roy.

## À l'Eurovision
Chaque pays a un jury de deux personnes. Chaque juré attribue entre 1 et 5 points à chaque chanson.

### Points attribués par la Suisse
| 10 points | Luxembourg                   |
| 9 points  | Suède                        |
| 8 points  | Espagne Portugal Royaume-Uni |
| 7 points  | Allemagne Italie Norvège     |
| 6 points  | Finlande Israël Norvège      |
| 5 points  | Irlande Monaco Pays-Bas      |
| 4 points  | Belgique France              |

### Points attribués à la Suisse
| 10 points | 9 points                        | 8 points                               | 7 points                                    | 6 points                   |
| --------- | ------------------------------- | -------------------------------------- | ------------------------------------------- | -------------------------- |
|           |                                 | - Pays-Bas                             | - Espagne - Irlande - Norvège - Royaume-Uni | - Luxembourg - Yougoslavie |
| 5 points  | 4 points                        | 3 points                               | 2 points                                    |                            |
| - Monaco  | - Allemagne - Finlande - Italie | - Belgique - Israël - Portugal - Suède | - France                                    |                            |

Patrick Juvet interprète Je vais me marier, Marie en huitième position, suivant l'Espagne et précédant la Yougoslavie.
Au terme du vote final, la Suisse termine 12e sur 17 pays, ayant reçu 79 points au total,.